# Antonin Betbèze
Pour les articles homonymes, voir Betbèze.
Antonin Betbèze (Juillan, 7 septembre 1910 - Nice, 2 février 1993) est un militaire français, Compagnon de la Libération. Engagé avant le début de la Seconde Guerre mondiale, il participe à la bataille de France au cours de laquelle il est fait prisonnier par les Allemands. Après 27 mois de captivité en Allemagne et ayant échoué son évasion à six reprises, il parvient à s'enfuir le 11 août 1942 et à rallier la France libre avec laquelle il reprend le combat, participant notamment à la Libération de Paris. Après la guerre, passé dans l'Armée de l'air, il commande plusieurs bases aériennes avant de prendre sa retraite.

## Biographie

### Jeunesse et engagement
Antonin Betbèze naît le 7 septembre 1910 dans une famille de cultivateurs de Juillan dans les Hautes-Pyrénées. Après avoir obtenu son baccalauréat, il se destine à la marine marchande. Son service militaire effectué du 1er octobre 1931 à 1933 au 124e Régiment d’Infanterie de Brive-la-Gaillarde le convainc de choisir la carrière des armes. Il s'engage donc en avril 1934 dans les rangs du 6e régiment de Tirailleurs Sénégalais. Servant au Maroc pendant trois années, il est promu caporal puis sergent et est admis à l’École Militaire d’Infanterie et des Chars de Combat de Saint-Maixent-l'École en 1938 pour devenir officier.

### Seconde Guerre mondiale
Sorti de l'école d'officier avec le grade de sous-lieutenant, il retourne dans son régiment et est affecté le 28 août 1939 à la tête d'une section du 6e Régiment d'Infanterie Coloniale (anciennement "Tirailleurs Sénégalais"). À peine arrivé, dès le 3 septembre, Antonin Betbèze est engagé dans les premiers combats de la Seconde Guerre mondiale lors de l'offensive de la Sarre en forêt de Warndt. Il est ensuite impliqué dans la Campagne de France en mai 1940 et se distingue en participant avec une très grande bravoure à plusieurs contre-attaques dirigées contre les troupes allemandes. Le 12 juin, dans l'Aisne, il se retrouve encerclé avec les hommes de sa section et poursuit le combat jusqu'au corps à corps.
Capturé par la Wehrmacht le 13 juin 1940 dans le secteur de Vouzier Sainte-Mehenould, il est transféré en Pologne avec d’autres officiers et incarcéré à l'Oflag II-D, au fond de la Poméranie. Le 11 décembre, il envisage une première évasion ; un moment de doute l’y fait renoncer. Il reprend la vie monotone dans le camp de prisonniers. Le 6 août 1941, il tente une nouvelle évasion. Elle réussit, il est repris le lendemain, alors qu’il monte dans un train. Il est reconduit au camp. Avec d’autres officiers, il est transféré à l’Oflag II-B en Poméranie orientale. Déjà plusieurs officiers cherchent une solution au problème posé par l’impérieuse nécessité de s’évader pour continuer le combat. Leur attention est attirée par le système de chauffage central. Il passe par des canalisations souterraines qui alimentent des baraquements situés à l’extérieur du camp. Après des semaines de travail, la préparation est achevée et l’évasion est prévue le 10 août 1942. Il fait équipe avec le lieutenant Morvan, un breton. Le petit groupe de neuf officiers s’engage dans le souterrain. Certains se perdent dans le dédale des canalisations et c’est la mort dans l’âme que Morvan et Betbèze sortent du souterrain et gagnent la liberté. L’allemand parlé couramment par Betbèze facilite le déplacement du binôme qui arrive à Augsbourg le 15 août. Les deux officiers ont formé le projet de gagner les Alpes tyroliennes. Ils sont repérés sur la route du Fernpass et enfermés au Stalag de Landeck où ils cachent leur statut d’officier. Bien décidés à s’évader une nouvelle fois, ils y parviennent et se préparent à affronter la montagne des Alpes dans une marche de quatre-vingt kilomètres pour passer en Suisse, avec un col à 2 900 mètres à franchir. Le 21 août, ils sont surpris par les gardes-frontières et de nouveau enfermés au camp de Landeck. Le 31 août, une nouvelle tentative d'évasion se conclut par une nouvelle arrestation à la gendarmerie de Keppel. Dans la nuit, seul Antonin Betbèze arrive à s’échapper. Il gagne enfin la Suisse d’où il rejoint la France et le domicile familial de Juillan dans les Hautes-Pyrénées.
Après s'être reposé cinq mois chez ses parents, il souhaite rejoindre l’armée française qui se bat en Tunisie. Il se marie. Après avoir passé un mois seulement avec son épouse, il entre en contact avec la résistance en Ariège qui doit le conduire en Andorre pour passer en Espagne. Une première tentative de franchissement des Pyrénées échoue en raison du mauvais temps. Puis lors de la seconde tentative, il est arrêté à Foix par la Gestapo le 11 mars 1943 à la suite d'une dénonciation, trahi par le passeur. Dans la nuit du 12 mars, au cours de son transfert vers le camp de Royallieu d'où il est prévu qu'il soit ensuite transféré en Allemagne, Antonin Betbèze trompe l’attention des Feldgendarmes et parvient à nouveau à fausser compagnie à ses geôliers en gare de Toulouse. Après s'être caché pendant un mois dans la ville, il gagne l'Espagne le 21 avril 1943 où il est cette fois arrêté par les troupes franquistes et emprisonné à Barbastro quelques mois (il réussit à s’évader deux fois et est repris le jour même) puis Madrid. Finalement, le consulat français de Barcelone le fait libérer. Le 1er novembre 1943, il est embarqué à Malaga dans un paquebot des Messagerie Maritimes et débarque à Casablanca. Passé clandestinement en Algérie, il rallie enfin les Forces françaises libres. Après toutes ces péripéties, sa date de ralliement effective aux FFL sera rectifiée au 21 avril 1943, moment où il a passé la frontière franco-espagnole. Il est alors envoyé à Londres où il arrive le 5 janvier 1944 et est affecté au BCRA d'Alger. Il prend le nom d’Alexis Doumingot et n'effectuera cependant aucune mission.
Volontaire pour intégrer les parachutistes, il est affecté au 4th SAS - 2e régiment de chasseurs parachutistes. Il est gravement blessé le 4 mars 1944 lors d'un exercice de saut où, son parachute s'étant mis en torche, il se fracture la colonne vertébrale et doit être immobilisé. Toujours désireux de poursuivre la lutte, il quitte prématurément l'hôpital et gagne la France en planeur où il rejoint le 2e RCP qui se bat depuis deux mois dans le Morbihan, en Bretagne. Il s'illustre à la tête d'un groupe de neuf hommes équipés de trois jeeps, en s'emparant d'un poste de DCA allemand à Saint-Symphorien en Nostang (ils sont durement repoussés par un fort dispositif de défense : une jeep est abandonnée et deux parachutistes sont grièvement blessés), puis en menant des patrouilles offensives à Ploërmel et à Erdeven.
À la fin du mois d'août 1944, il est affecté au groupe du colonel Rémy et participe à la libération de Paris en occupant l'hôtel Majestic, siège du commandement militaire allemand en France. Le 26 août, lorsque le général de Gaulle descend triomphalement les Champs-Élysées, il assure la protection du cortège avec ses trois jeeps et fait feu sur des Allemands embusqués sur les toits, et ce jusque devant la cathédrale Notre-Dame où de Gaulle s'est rendu pour chanter le Te Deum.
Le mois suivant, détaché auprès de l'US Army, il commande des patrouilles de reconnaissance en Bourgogne, entre Autun et Chalon-sur-Saône. Nommé commandant-adjoint du 2e RCP - 4e SAS, il combat ensuite lors de la bataille des Ardennes (Opération Franklin) en hiver 1944-1945. Blessé à la suite de l’explosion d’une mine au passage de sa jeep le 24 janvier 1945, il doit être évacué.
Le 7 avril 1945, dans le cadre de l'opération AMHERST, Antonin Betbèze est parachuté avec son unité sur les Pays-Bas, à Groningen. Apprenant l'existence d'un poste de commandement allemand implanté dans la ville proche de Westerbork, il l'attaque en plein jour avec sa section de vingt hommes. Il le détruit et tue le général Böttger, commandant de la Feldgendarmerie des Pays-Bas et responsable de la protection anti-parachutistes en Hollande ainsi que son état-major. Il se replie et  rejoint ses lignes.

### Après-guerre
Une fois la guerre terminée, le capitaine Betbèze est soigné pendant de longs mois des blessures subies à l'entraînement et à la guerre.
Il est finalement réintégré sous les drapeaux en 1953, entrant dans l'Armée de l'air. Promu commandant, il prend la tête de la base-école de Caen où sont formés les élèves-officiers de réserve de l'Armée de l'air, ainsi que les fusiliers de l'air. En 1960, après avoir été promu lieutenant-colonel, il devient le commandant de la base aérienne d'Alger[Laquelle ?] puis est affecté à l'état-major des forces aériennes d'Algérie en 1962. Après un passage à l'état-major de la 4e région aérienne à Aix-en-Provence, il est muté à la tête de la base aérienne 139 de Lahr en Allemagne, après quoi il prend sa retraite en 1965 avec le grade de colonel.
Antonin Betbèze meurt le 2 février 1993 à Nice. Il est inhumé dans son village natal de Juillan.

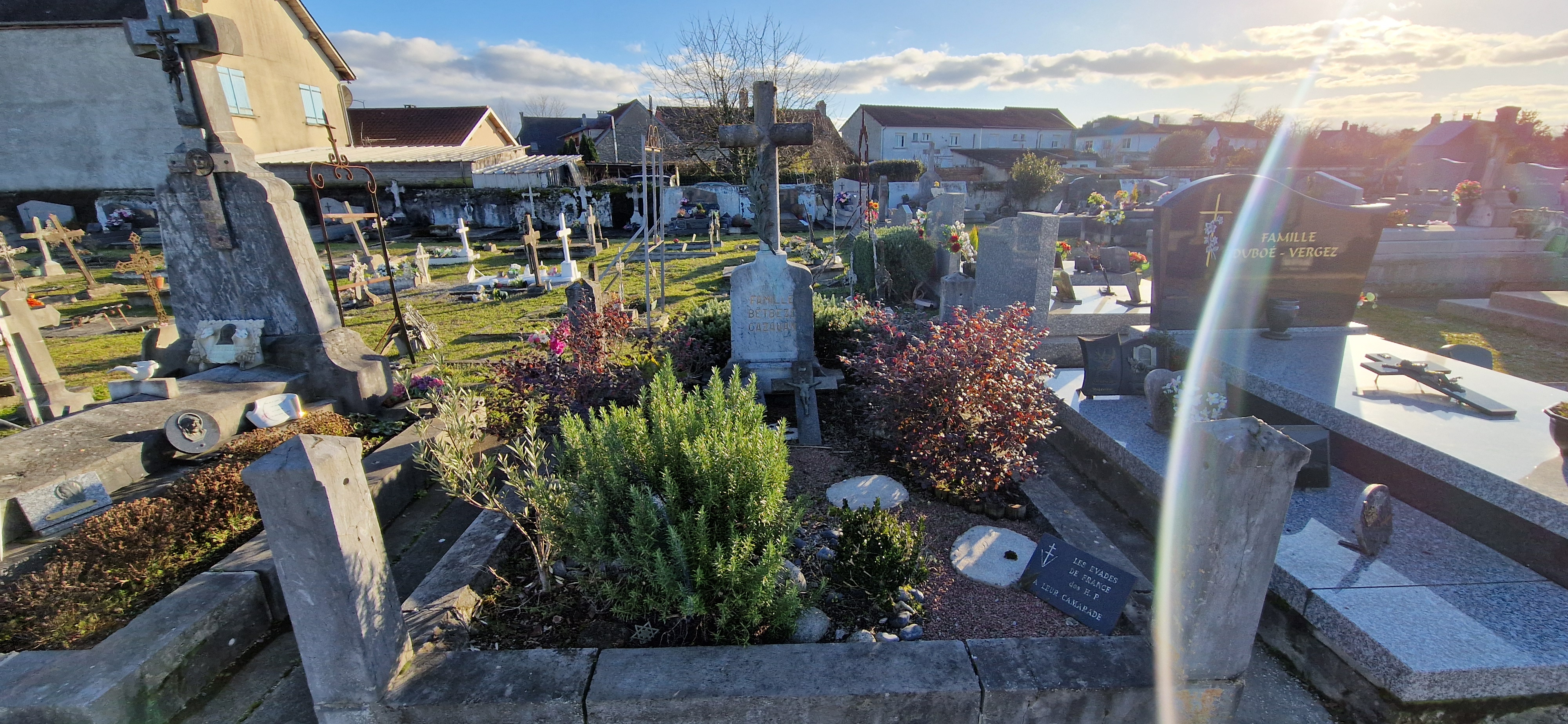
Tombe du colonel Antonin Betbèze dans le caveau familial au cimetière de la commune de Juillan.

## Décorations
|  |  |  |
|  |  |  |
|  |  |  |
|  |  |  |
|  |  |  |
|  |  |  |

| Commandeur de la Légion d'Honneur                                                                 | Commandeur de la Légion d'Honneur                                                                 | Compagnon de la Libération                | Compagnon de la Libération                   | Croix de Guerre 1939-1945                                            | Croix de Guerre 1939-1945                                            |
| Croix de la Valeur militaire                                                                      | Croix de la Valeur militaire                                                                      | Médaille des blessés de guerre            | Médaille des blessés de guerre               | Médaille de la Résistance française                                  | Médaille de la Résistance française                                  |
| Médaille des évadés                                                                               | Médaille des évadés                                                                               | Croix du combattant volontaire            | Croix du combattant volontaire               | Croix du combattant volontaire de la Résistance                      | Croix du combattant volontaire de la Résistance                      |
| Médaille de l'Aéronautique                                                                        | Médaille de l'Aéronautique                                                                        | Croix du combattant                       | Croix du combattant                          | Médaille commémorative des services volontaires dans la France libre | Médaille commémorative des services volontaires dans la France libre |
| Médaille commémorative des opérations de sécurité et de maintien de l'ordre Avec agrafe "Algérie" | Médaille commémorative des opérations de sécurité et de maintien de l'ordre Avec agrafe "Algérie" | Distinguished Service Order (Royaume-Uni) | Distinguished Service Order (Royaume-Uni)    | Medal of Freedom (États-Unis)                                        | Medal of Freedom (États-Unis)                                        |
| Croix du Souvenir de guerre (Pays-Bas)                                                            | Croix du Souvenir de guerre (Pays-Bas)                                                            | Croix du Souvenir de guerre (Pays-Bas)    | Médaille du Mérite militaire (en) (Portugal) | Médaille du Mérite militaire (en) (Portugal)                         | Médaille du Mérite militaire (en) (Portugal)                         |

## Publications
- Antonin Betbèze, Qui ose gagne, Éditions du CEP, 1946.

## Hommages
- À Juillan, sa ville natale, une place a été baptisée en son honneur[8]. Panneau de rue placé place Antonin Betbèze par la commune de Juillan

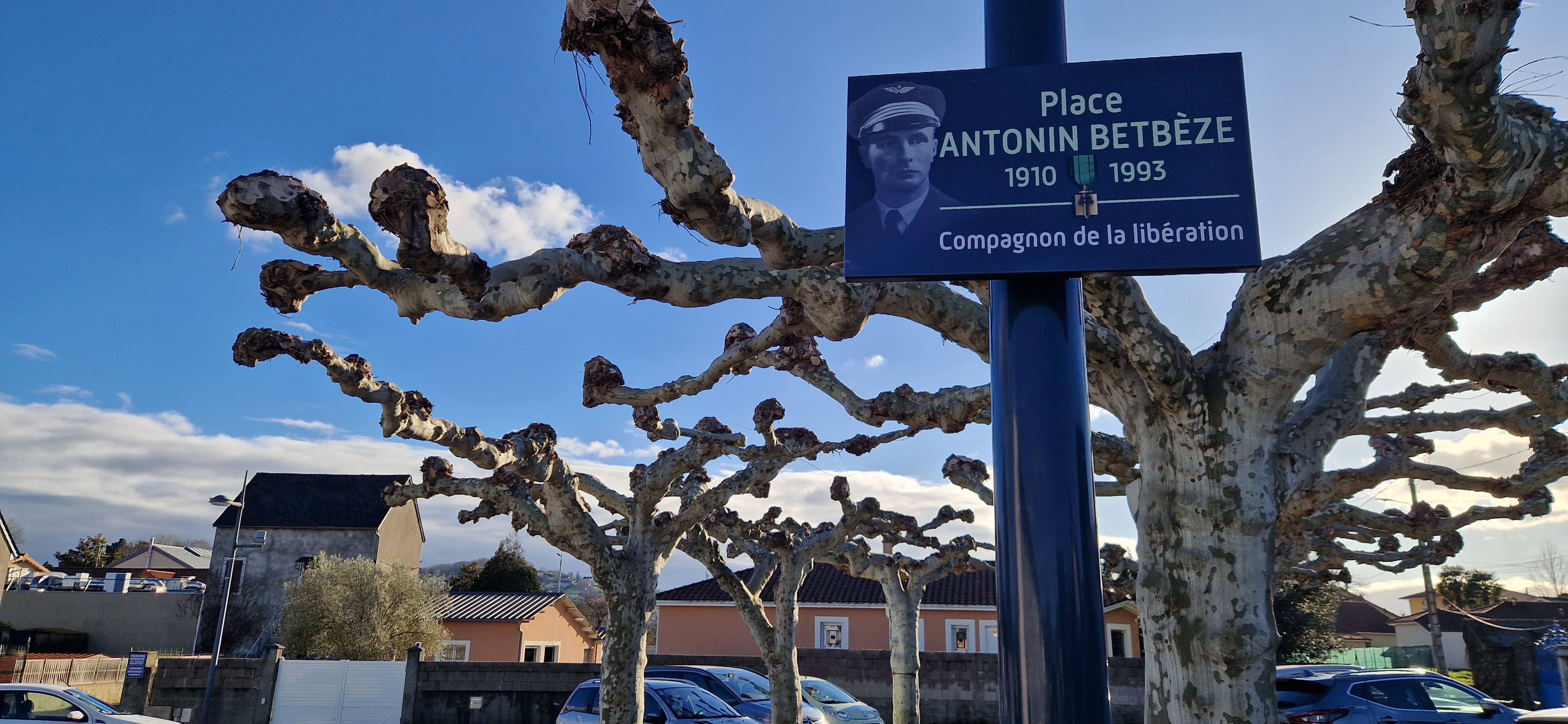
Panneau de rue placé place Antonin Betbèze par la commune de Juillan

- La promotion OSC 2019 de l'Ecole de l'air et de l'espace porte son nom[9]. Ainsi le colonel Antonin Betbèze est donné comme parrain et modèle aux officiers sous contrat de l'armée de l'air formés en 2019.